# Strasburgeriaceae
Strasburgeriaceae là một họ trong thực vật có hoa, khi hiểu theo nghĩa hẹp chỉ chứa 1 loài cây thân gỗ thường xanh đặc hữu của New Caledonia có danh pháp Strasburgeria calliantha.
Hệ thống APG III năm 2009 mở rộng họ này để gộp cả họ Ixerbaceae. Như thế trong hệ thống APG III thì họ này chứa 2 loài cây gỗ thường xanh với các danh pháp tương ứng là Strasburgeria calliantha và Ixerba brexioides.

## Hình ảnh

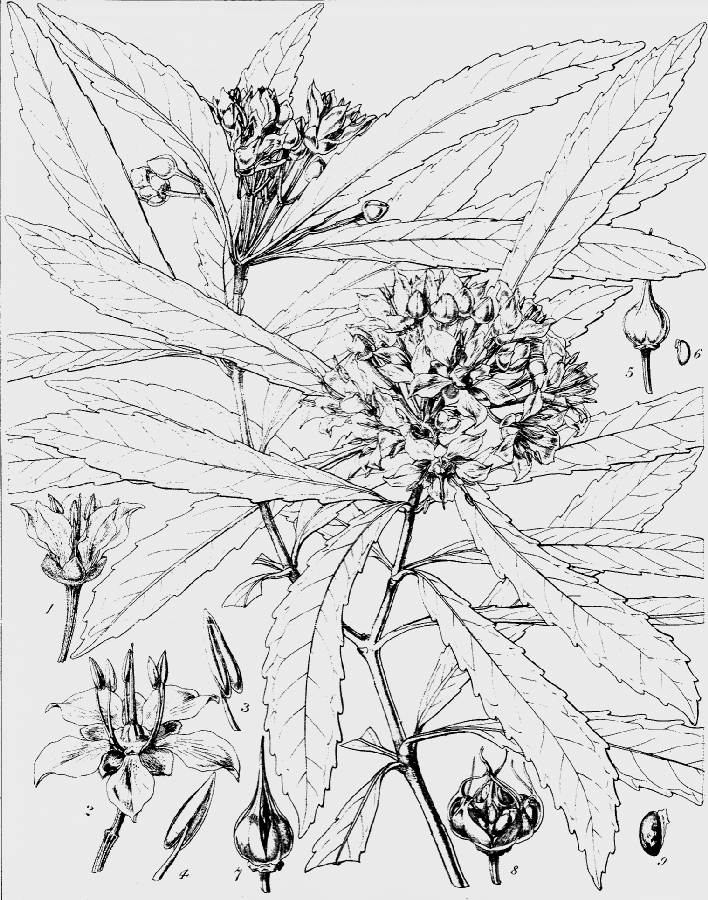